# Disa paludicola
Disa paludicola là một loài thực vật có hoa trong họ Lan. Loài này được J.L.Stewart & J.C.Manning mô tả khoa học đầu tiên năm 1982.